# Ultradyne
Ultradyne is  een Amerikaanse elektronische muziekband uit Detroit. Dennis Richardson is het enige permanente lid van de groep. Aanvankelijk was Alex Lugo het tweede lid van de groep. Later werd hij vervangen door de uit Nederland afkomstige Frank De Groodt. De groep hult zich in mysterie en er is weinig over de leden bekend. Vaak treden ze gemaskerd op. Ook hun artwork en tracknamen zijn opvallend. Naar eigen zeggen proberen ze daar een bepaalde sfeer mee op te roepen bij de luisteraar. Ultradyne is eigenaar van het label Pi Gao Movement.

## Geschiedenis
Ultradyne ontstaat in 1993 als Alex Lugo en Dennis Richardson samen gaan produceren. Richardson brengt onder de naam X-Ternal Pulse in 1993 de track Crossphaze uit met Gerald Donald van Drexciya. In 1995 debuteert hun project Ultradyne met de ep E Coli, die op Warp Records verschijnt. De groep bestaat dan uit Dennis Richardson en Alex Lugo die uit  Detroit afkomstig zijn. Het blijft hun enige release op het Britse label. Twee jaar later verschijnt de ep Cities In Ruin & Beings Laid To Waste op een ander label. Men vermoed ook dat Ultradyne uitvoerig samenwerkt met Drexciya, al is de enige bewezen samenwerking de zeer zeldzame Uncharted ep (1997). In 1999 wordt het eigen label Pi Gao Movement opgericht. Vanaf dat moment verschijnen daar de meeste releases. In 1999 brengen ze hun album Antarctica uit op MP3.com. De jaren daarna verschijnen er met verschillende frequencties ep's van Utradyne. Na 2007 is het een tijd stil rondom Ultradyne maar in 2013 zijn ze weer terug met de ep Resurrection: Catharsis. Lugo is dan van het toneel verdwenen en vervangden door Frank de Groodt. Deze producer komt uit Nederland en brengt sinds de vroege jaen negentig tracks uit. Hoe de twee bij elkaar zijn gekomen is onbekend. In 2018 staan ze op het Amsterdam Dance Event. Daarna verschijnen er nog meerdere ep's.

## Discografie
Albums
- Antarctica (1999)

Ep's
- E Coli (1995)
- Cities In Ruin & Beings Laid To Waste (1997)
- Uncharted ep (1997)
- Futurist (2000)
- ...Is Evil (2001)
- Unknown Works (2002)
- Age Of Discontent (2003)
- The Privilege Of Sacrifice (2004)
- Wrath Of The Almighty (2007)
- Resurrection: Catharsis (2013)
- Visions Of A Past Life (2013)
- Resurrection: Return From The Abyss (2015)
- Ocular Animus (2018)